# HMS E20
Pour les articles homonymes, voir E20.
Le HMS E20 est un sous-marin britannique de classe E construit pour la Royal Navy par Vickers à Barrow-in-Furness. Sa quille fut posée le 25 novembre 1914 et il fut mis en service le 30 août 1915. Il fut torpillé et coulé par l’UB-14 le 6 novembre 1915.

## Conception
Comme tous les sous-marins de la classe E postérieurs au E8, le E20 avait un déplacement de 662 tonnes en surface et de 807 tonnes en immersion. Il avait une longueur totale de 55 m et un maître-bau de 6,92 m. Il était propulsé par deux moteurs Diesel Vickers huit cylindres à deux temps de 800 chevaux (600 kW) et moteurs électriques deux moteurs électriques de 420 chevaux (310 kW),.
Le sous-marin avait une vitesse maximale de 16 nœuds (30 km/h) en surface et de 10 nœuds (19 km/h) en immersion. Les sous-marins britanniques de la classe E avaient une capacité en carburant de 50 tonnes de gazole, et une autonomie de 2 829 milles marins (5 238 km) lorsqu’ils faisaient route à 10 nœuds (19 km/h). Ils pouvaient naviguer sous l’eau pendant cinq heures en se déplaçant à 5 nœuds (9,3 km/h).
Il est possible que le E20 soit le seul et unique navire de sa classe à être équipé comme canon de pont d’un obusier de 6 pouces, à l’avant du kiosque. Il avait cinq tubes lance-torpilles de 18 pouces (457 mm), deux à l’avant, un de chaque côté à mi-longueur du navire et un à l’arrière. Au total, 10 torpilles étaient emportées à bord.
Les sous-marins de la classe E avaient la télégraphie sans fil d’une puissance nominale de 1 kilowatt. Sur certains sous-marins, ces systèmes ont par la suite été mis à niveau à 3 kilowatts en retirant un tube lance-torpilles du milieu du navire. Leur profondeur maximale de plongée théorique était de 100 pieds (30 mètres). Cependant, en service, certaines unités ont atteint des profondeurs supérieures à 200 pieds (61 mètres). Certains sous-marins contenaient des oscillateurs Fessenden.
Leur équipage était composé de trois officiers et 28 hommes.

## Engagements
Le HMS E20 a été construit par Vickers à Barrow-in-Furness. Sa quille fut posée le 25 novembre 1914. Il a été lancé le 12 juin 1915 et mis en service le 30 août 1915.

## Perte
Opérant en Méditerranée orientale, le E20 devait rencontrer le sous-marin français Turquoise le 6 novembre 1915. Cependant, le 30 octobre, les forces turques ont coulé le Turquoise au large de Nagara Point dans les Dardanelles, l’ont renfloué peu après, et se sont emparés de ses codes secrets intacts. Ignorant son sort, le E20 tenta d’honorer le rendez-vous. Le sous-marin UB-14 de la marine impériale allemande, qui se trouvait alors à Constantinople, a été envoyé pour intercepter le E20, poussant la tromperie jusqu’à émettre des messages radio dans le code britannique alors en vigueur.
À son arrivée au lieu du rendez-vous, l’UB-14 a fait surface et a tiré une torpille sur le E20 à une distance de 500 mètres. L’équipage du E20 a vu la torpille, mais il était trop tard pour l’esquiver. La torpille a frappé le kiosque du E20 et l’a coulé, causant la perte de 21 hommes,. L’UB-14 en a secouru neuf, dont le capitaine du E20 qui, selon certaines sources, se brossait les dents au moment de l’attaque.